# 성경도
성경도(城景都, 1946년 12월 13일~)는 일본의 화가이다.

## 생애
1946년 인도계 한국인의 아버지의 3남으로서 태어난다. 초등학교 시절부터 음악과 그림에 흥미를 갖고, 학창 시절에는 록 밴드를 결성해 라이브 활동을 하거나, 그림을 그리며 보냈다.
상해 사건으로 소년원에 들어간 적도 있지만, 은사이자 화가인 곤도 마사하루와 만나 그의 예술론에 감명하고, 그 후 본격적으로 그림을 그리기 시작한다. 식물의 잎맥으로부터 도출한 관유풍의 균열을 사용한 작풍은 독자적인 그의 스타일이라고 평가받는다.

## 작품
- 1977년 화집 “여자의 학문”(아오키 화랑)
- 1978년 시화집 “베로니카의 오수”(시·신고쿠, 시바 화랑)
- 1978년 컬러 에칭집 “추억의 여자”(아오키 화랑)
- 1979년 시화집 “태양은 밤을 잠들어 바다는 시간을 보고 있다 ”
- 1979년 시화집 “고뇌의 유방들”(시·스즈키 타카시, 풍매사)
- 1979년 「성경도판화집」(Y+K)
- 1980년 화집 “여자의 변환”(시바 화랑)
- 1981년 「성경도 판화 작품집」(아베 출판)
- 1982년 「동판화 전 작품집」(아베 출판)
- 1984년 화집 “꽃의 형이상학”(미술 출판사)
- 1984년 시화집 “이비사의 소문”
- 1984년 「성경도판화집 일기 암스테르담에서의 12월 13일부터 22일까지」(가와데 서방 신사)
- 1985년 「성경도판화집Ⅰ・Ⅱ・Ⅲ」(시바 화랑)
- 1985년 동판 화집 “대지의 꿈”(KEITO JOH 판화 공방)
- 1986년 컬러 에칭집 “플로라의 수분”(JK판화 공방)
- 1987년 「삿포들의 향연」(시· 시라이시 카즈코 , 파르코 출판)
- 1987년 칼라 에칭집 “메니조노의 혼돈”
- 1988년 「성경도 전판화집」(아베 출판)
- 1988년 동판화집 “여자의 상학”(JK판화 공방)
- 1989년 “성경도 동판 화집(두본)”(미래 공방)
- 1990년 판화집 “사·상·장·종”(JK판화 공방)
- 1992년 시화집 “트라이앵글·정글”(시· 키타가와 도오루 , 스즈키 히데오 JK판화 공방)
- 1996년 화집 “꽃의 형이상학” 증보 개정판(미술 출판사)
- 2003년 판화 10점 세트(JK판화 공방)
- 2004년 리토그래프 8점 세트(JK판화 공방)
- 2009년 판화집 “볼록 전 오목 그림귀”(JK 판화 공방)
- 2010년 판화집 “거목의 섭리”(JK판화 공방)

## 수상
- 1970년: 쉘 미술상전 가작상
- 1972년: 이탈리아 제노바시 예술가전 대상
- 1978년: 야스이상 입선
- 1979년: 제1회 주니치전 가작상
- 1982년: 일본 불 현대 미술전 상 2석
- 1984년 일본 불 현대 미술전 입상